# Fernando Filoni
Fernando Filoni (Manduria, 15 de abril de 1946) é prelado cardeal da Igreja Católica que serve como grão-mestre da Ordem Equestre do Santo Sepulcro. Foi prefeito da Congregação para a Evangelização dos Povos de 2011 a 2019. É especialista em assuntos chineses e no Oriente Médio.

## Educação e trabalho diplomático precoce
Filoni nasceu em Manduria, perto de Taranto , Itália. Entrou no seminário e obteve doutorado em Filosofia e em Direito Canônico pela Pontifícia Universidade Lateranense. Foi ordenado sacerdote em 3 de julho de 1970. Serviu nas Nunciaturas do Sri Lanka de 1981 a 1983, no Irã de 1983 a 1985, no Brasil de 1989 a 1992 e nas Filipinas de 1992 a 2000. Embora formalmente designado à Nunciatura Apostólica para Nas Filipinas, ele estava baseado em Hong Kong. Durante esse período, o arcebispo Filoni foi a ponte do Papa João Paulo II para os bispos da China, oficiais e Igrejas e bispos não oficiais, na esperança de reconciliá-los com a Santa Sé. 

## Núncio Apostólico
O Papa João Paulo II nomeou núncio apostólico de Filoni no Iraque e na Jordânia em 17 de janeiro de 2001, nomeando-o arcebispo titular de Volturnum . Ele recebeu consagração episcopal do Papa João Paulo II em 19 de março de 2001. Ele escolheu como seu lema episcopal Lumen Gentium Christus . 
O arcebispo Filoni defendeu a liberdade da Igreja Católica no Iraque sob o regime de Saddam Hussein e - de acordo com a posição do papa - se opôs à invasão americana do país em 2003.  Ele permaneceu em Bagdá quando as bombas americanas caíram,  que ele chamou de "nada de excepcional".  Quando Mario Vargas Llosa o visitou em Bagdá em 2003, ele descreveu Filoni como "pequeno, astuto, duro como pregos, falador e especialista em emergências", que descreveu tristemente como, exatamente como previsto, era "incrivelmente difícil". administrar a paz ".  Após a queda de Saddam, ele reconheceu a liberdade recém-descoberta gozada pelo povo, mas alertou contra a falta de segurança e o lento desenvolvimento da economia . Ele expressou sentimentos contraditórios em relação à nova constituição , que descreveu como um "passo positivo para a normalização no país" e "contraditório em algumas áreas" , e apoiou a coexistência pacífica entre cristãos e muçulmanos.
Ele chegou perto de ser morto em Bagdá em 1 de fevereiro de 2006, quando um carro-bomba explodiu próximo à nunciatura.  Ele serviu no Iraque e na Jordânia até 25 de fevereiro de 2006, quando foi nomeado Núncio Apostólico nas Filipinas. 

## Cúria Romana

### Substituto da Secretaria de Estado
O Papa Bento XVI nomeou o arcebispo Filoni como substituto para os Assuntos Gerais em 9 de junho de 2007, a partir de 1 de julho.  Durante seus quatro anos como substituto, o trabalho de Filoni era organizar as atividades da Cúria e cuidar de traduções oficiais de documentos e correspondências papais; a criptografia envia mensageiros a serem enviados ao Registro das cartas papais, a resolução de questões jurídicas, gestão de pessoal na Cúria e nas denúncias, protocolo e etiqueta para chefes de estado visitantes, gerenciamento de informações e mídia e gerenciamento de arquivos do Vaticano. Ele também foi responsável por organizar as atividades dos núncios ao redor do mundo em suas atividades relacionadas às igrejas locais.
Observadores observaram que, durante seu tempo como substituto, Filoni nunca estabeleceu uma forte relação com seu superior imediato, o Secretário de Estado Tarcisio Bertone. 
Em 2008, o arcebispo Filoni foi premiado com a Grã-Cruz Cavaleira da Ordem do Mérito da República Italiana. 

## Escândalo McCarrick
Em seu depoimento de agosto de 2018, o arcebispo Carlo Maria Viganò relatou que em 25 de maio de 2008 ele enviou a Filoni um resumo das informações fornecidas por um ex-padre chamado Gregory Littleton, que atestou o abuso sexual de padres e seminaristas pelo cardeal Theodore Edgar McCarrick junto com as informações incluídas na recentemente publicada “Declaração do Papa Bento XVI” de Richard Sipe sobre a má conduta sexual de McCarrick. Ele disse que Filoni "conhecia todos os detalhes a situação do cardeal McCarrick". Filoni recebeu cheques no total de US $ 3.500 de McCarrick entre 2008 e 2013. 

### Prefeito da Congregação para a Evangelização dos Povos

Brasão de armas como Prefeito da Congregação para a Evangelização dos Povos

Em 10 de maio de 2011, o Papa Bento XVI nomeou Filoni Prefeito da Congregação para a Evangelização dos Povos, o departamento do Vaticano encarregado de administrar territórios missionários, em sucessão a Ivan Dias, que havia atingido a idade da aposentadoria e tinha problemas de saúde.  La Nazione observou que ser transferido depois de apenas quatro anos, pois o Substituto era incomum e especulou que Filoni havia sido transferido por causa de um relacionamento "tempestuoso" com Bertone. 
A Santa Sé anunciou em 6 de janeiro de 2012 que seria criado um cardeal em 18 de fevereiro. Ele foi criado o cardeal-diácono da Nossa Senhora de Coromoto em São João de Deus . Em 24 de abril de 2012, Filoni se tornou membro da Congregação para a Doutrina da Fé, da Congregação para as Igrejas Orientais e da Congregação para a Educação Católica.  Em 24 de novembro de 2012, ele foi nomeado membro do Conselho Pontifício de Textos Legislativos .  Filoni participou do Conclave de 2013 que elegeu o Papa Francisco, e foi considerado papabile ou possível candidato a ser eleito papa. 
Baseado em seu trabalho com o povo do Iraque , Filoni escreveu A Igreja no Iraque .
O Papa Francisco o elevou ao posto de cardeal-bispo a partir de 28 de junho de 2018. 
O Papa Francisco nomeou o cardeal Luis Antonio Tagle para suceder Filoni como prefeito da Congregação em 8 de dezembro de 2019. 

## Ordem Equestre do Santo Sepulcro de Jerusalém

Brasão de armas como Grão-Mestre da Ordem Equestre do Santo Sepulcro de Jerusalém

O Papa Francisco o nomeou Grão-Mestre da Ordem Equestre do Santo Sepulcro de Jerusalém em 8 de dezembro de 2019.

## Ordenações[23]

### Ordenações episcopais
O Cardeal Filoni foi o principal sagrante dos seguintes bispos:
- Ricardo Lingan Baccay (2007)
- Dieudonné Nzapalainga, C.S.Sp. (2012)
- Dennis Kofi Agbenyadzi, S.M.A. (2012)
- Nestor-Désiré Nongo-Aziagbia, S.M.A. (2012)
- Cyr-Nestor Yapaupa (2012)
- Joseph Arshad (2013)
- Raúl Alfonso Carrillo Martínez (2016)
- Jaime Uriel Sanabria Arias (2016)
- Miguel Angel Nguema Bee, S.D.B. (2017)
- Calixto Paulino Esono Abaga Obono (2017)
- Juan Domingo-Beka Esono Ayang, C.M.F. (2017)
- Tadeusz Wojda, S.A.C. (2017)
- Giovanni Pietro Dal Toso (2017)

E foi consagrante de:
- Francisco Montecillo Padilla (2006)
- Broderick Soncuaco Pabillo (2006)
- Leopoldo Corpuz Jaucian, S.V.D. (2007)
- Ettore Balestrero (2013)
- Michael Wallace Banach (2013)
- Brian Udaigwe (2013)
- Miguel Ángel Ayuso Guixot, M.C.C.I. (2016)
- Peter Bryan Wells (2016)
- Waldemar Stanisław Sommertag (2018)
- Alfred Xuereb (2018)
- José Avelino Bettencourt (2018)
- Gianfranco Gallone (2019)